# Kouandé (arrondissement)
Kouandé är ett arrondissement i kommunen Kouandé i Benin. Den hade 20 723 invånare år 2002.